# Miletus amphiarus
Miletus amphiarus är en fjärilsart som beskrevs av Hans Fruhstorfer 1913. Miletus amphiarus ingår i släktet Miletus och familjen juvelvingar. Inga underarter finns listade i Catalogue of Life.